# Charontidae
Charontidae es una familia en Arachnida, la misma incluye 12 especies descritas.

## Géneros
- Charon Karsch, 1879
- Stygophrynus Kraepelin, 1895